# Charles H. Bonesteel III
Charles Hartwell Bonesteel III (26 de setembro de 1909 – 13 de outubro de 1977) foi um comandante militar norte-americano, filho do General de Divisão Charles Hartwell Bonesteel Jr. e neto do Major Charles H. Bonesteel Sr. (1851–1902). Serviu no Exército dos Estados Unidos durante a Segunda Guerra Mundial e a Guerra da Coreia. Na década de 1960, foi comandante das Forças dos Estados Unidos na Coreia durante o Conflito na DMZ da Coreia (1966–69).

## Primeiros anos e educação
Bonesteel (pronuncia-se Bon-uh-stel) nasceu em 26 de setembro de 1909, em Plattsburgh, Nova Iorque. Na adolescência, foi Escoteiro Águia e recebeu o Distinguished Eagle Scout Award pela Boy Scouts of America.

## Carreira
Formado em 1931 pela Academia Militar dos Estados Unidos em West Point, teve como colegas de classe futuros generais como John P. Daley. Em West Point, recebeu o apelido "Tick", usado por toda a vida. Após se formar, foi Bolsista de Rhodes na Universidade de Oxford.
Após diversos cargos de comando e estado-maior, serviu nos EUA e Europa durante a Segunda Guerra Mundial em posições seniores. Com a iminente rendição do Japão, Bonesteel, o general George A. Lincoln e o coronel Dean Rusk, do Comitê de Estratégia do Pentágono, foram encarregados de redigir a Ordem Geral nº 1 para definir áreas de responsabilidade entre forças americanas, soviéticas e chinesas. Em 10 de agosto de 1945, com os soviéticos avançando pela Manchúria até o norte da Coreia, Bonesteel propôs o paralelo 38 como linha de divisão da Coreia. A minuta da ordem foi enviada aos soviéticos em 15 de agosto e aceita no dia seguinte.
No pós-guerra, Bonesteel atuou como assistente especial do Secretário de Estado dos EUA. Em novembro de 1958, visitou oficialmente Saigon, no Vietnã do Sul. Foi comandante da 24ª Divisão de Infantaria (1961–1962) e do VII Corpo de Exército (1962–1963).
Bonesteel foi comandante das Forças dos EUA na Coreia (e também do Comando das Nações Unidas na Coreia e do Oitavo Exército dos EUA) de 1966 a 1969. Durante esse período, enfrentou infiltrações da Coreia do Norte na DMZ e lidou com a crise do Incidente do Pueblo em janeiro de 1968.

## Anos finais, falecimento e funeral
Bonesteel aposentou-se do Exército dos EUA em 1969, faleceu em 13 de outubro de 1977 e foi sepultado no Cemitério Nacional de Arlington, próximo a seu pai e avô.

## Condecorações
- Medalha por Serviço Distinto, duas vezes (Estado-Maior do Departamento de Guerra, 1944–45; aposentadoria, 1969)[9]
- Legião do Mérito, duas vezes (Sicília, 1943; Teatro Europeu, 1943–44)[9]
- Oficial Honorário da Ordem do Império Britânico (Reino Unido)[9]
- Croix de Guerre (França)[9]
- Distinguished Eagle Scout Award[10]